# الرعاية الصحية في إسبانيا

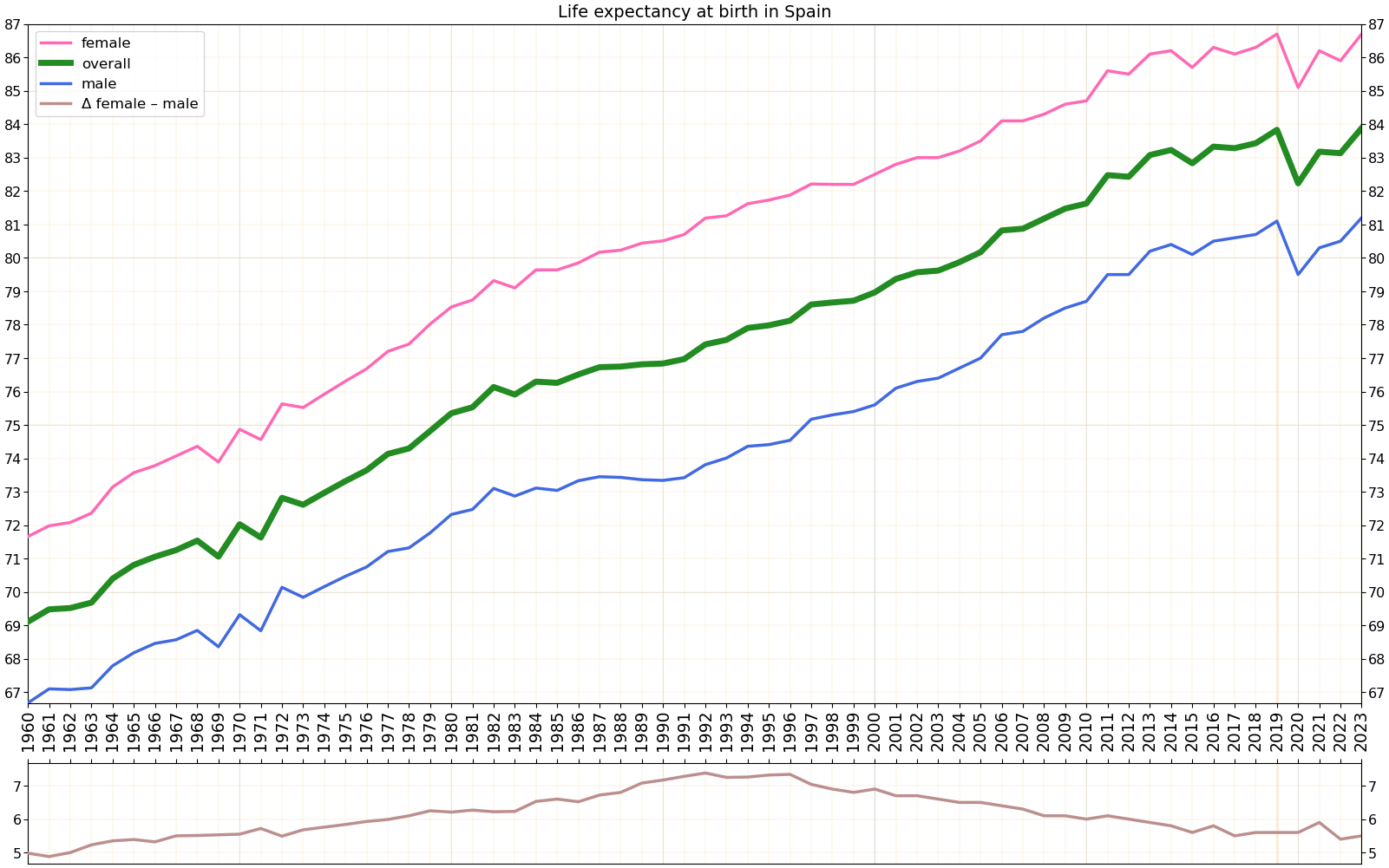
بيانات العمر المتوقع في إسبانيا ودلالاتها على أداء النظام الصحي

تطبق إسبانيا نظام رعاية صحية شامل، وبلغ إجمالي الإنفاق الصحي في عام 2011، وفقًا لمنظمة التعاون الاقتصادي والتنمية 9.4% من الناتج الإجمالي المحلي، وهو أعلى قليلًا من متوسط منظمة التعاون الاقتصادي والتنمية البالغ 9.3%. يحتل نظام الرعاية الصحية في إسبانيا المرتبة 19 في أوروبا وفقًا لمؤشر المستهلك الصحي الأوروبي لعام 2018، والمرتبة الأولى في العالم في عمليات زرع الأعضاء اعتبارًا من عام 2016.
صُنّف نظام الرعاية الصحية الإسباني في عام 2000 على أنه سابع أكثر أنظمة الرعاية الصحية كفاءة في العالم، وهذا ما وضحه تقرير صادر عن منظمة الصحة العالمية. كان القطاع العام هو المصدر الرئيس لتمويل الصحة في عام 2011، إذ جرى تمويل 73٪ من الإنفاق الصحي من مصادر عامة، وهو قريب جدًا من متوسط 72٪ في دول منظمة التعاون الاقتصادي والتنمية.

## المستشفيات
يمكن للناس في حالات الطوارئ، الذهاب مباشرة إلى قسم الطوارئ في المستشفى. أما بالنسبة لأي نوع آخر من العلاج، فيتعين الحصول على إحالة من طبيب. ثمة مستشفيات عامة وخاصة، تقدم الأولى منها العلاج مجانًا. ونظرًا لأن بعض المستشفيات تقدم خدمات رعاية صحية خاصة وحكومية، فمن المستحسن تقديم بطاقة الضمان الاجتماعي أو بطاقة التأمين الصحي الأوروبية أو إثبات التأمين الخاص. ونظرًا لأن أطباء المستشفيات لا يصدرون وصفات طبية، فإن المرضى بعد خروجهم من المستشفى يأخذون التقرير الطبي الصادر عن المستشفى أو الطبيب إلى الصيدلية لصرف الوصفات الطبية.
يتمتع المرضى في إسبانيا بحق قراءة سجلاتهم الطبية الخاصة، ولكن اعتبارًا من عام 2015 كانت ثمة أدلة على أن هذا الأمر غير معلن عنه بشكل واضح.

## الإدارة اللامركزية
تتوفر خدمات الرعاية الصحية على نحو لامركزي في إسبانيا، وتقع مسؤولية تقديمها بالنتيجة على عاتق عديد من مناطق الحكم الذاتي. ففي عام 1998، أظهر تحليل لدراسة التأثيرات التي يحققها استقلالٌ أكبر، على الأداء التشريعي وعلى نتائج السياسات المتعلقة بالرعاية الصحية، أثرًا إيجابيًا على الأول، ولكن لم يكن له أي أثر على الثاني. وأشار التحليل إلى أن التفسير المحتمل لهذا الانفصال هو أن المجتمعات المستقلة لم تشهد سوى قدر أعظم من الاستقلال في مجال الرعاية الصحية لفترة قصيرة، وقد يستغرق ظهور التأثيرات الإيجابية على نتائج السياسات وقتًا أطول. في عام 2009، أظهر تحليل للبيانات التي جُمعت بواسطة المسح الوطني الصحي الإسباني في عام 2001 أن المجتمعات المستقلة ذات الخدمات الصحية اللامركزية تميل إلى تحقيق أداء أفضل في مجال المساواة. وفي عام 2014، وجد تحليل للبيانات التي جمعها المركز الإسباني للبحوث الاجتماعية بين عامي 1996 و2009 أنه بالنسبة لعشرين متغيرًا من متغيرات رضا الجمهور عن خدمات الرعاية الصحية، لم يكن للامركزية أي تأثير على مقياسي الرعاية الأولية أو المتخصصة ومقياس الرعاية في المستشفيات فحسب، بل كان أداؤها أسوأ في 3 مقاييس للرعاية الأولية أو المتخصصة ومقياس واحد للرعاية في المستشفيات. لم يُلاحظ أي اتجاه ذي دلالة إحصائية لاثني عشر من المقاييس العشرين للرضا. وأكد واضعو التحليل أن البيانات كانت محدودة بسبب الطبيعة الذاتية لتقارير المرضى، وعدم قدرة بعضهم على تقييم أداء خدمات الرعاية الصحية على نحو صحيح.

## مقارنات دولية
اعتبارًا من عام 2020، ووفقًا للمنتدى الاقتصادي العالمي وبلومبرغ، تمتلك إسبانيا النظام الصحي الأكثر كفاءة في أوروبا، وتحتل المرتبة الأولى على مستوى العالم إلى جانب هونغ كونغ واليابان وسنغافورة.
في عينة شملت 13 دولة متقدّمة، احتلت إسبانيا المرتبة الثانية من حيث استخدام السكان للأدوية في 14 صنف في كل من عامي 2009 و2013. وقد اختيرت الأدوية المدروسة على أساس أنه في السنوات العشر السابقة كانت الحالات التي جرت معالجتها: تتسم بنسب عالية من الإصابة والانتشار و/أو الوفيات؛ وتسببت في حدوث اعتلالات مرضية شديدة طويلة الأمد؛ وتكبدت مستويات عالية من الإنفاق أو شهدت تطورات كبيرة في الوقاية أو العلاج. وأشارت الدراسة إلى صعوبات كبيرة في المقارنة عبر الحدود لاستخدام الأدوية. كان لدى مدينة سبتة أعلى نسبة من الأطباء الممارسين للفرد الواحد من أي منطقة في أوروبا، 871 طبيب لكل 100,000 في عام 2015.
في عام 2015، صنف مؤشر المستهلك الصحي الأوروبي إسبانيا في المرتبة التاسعة عشرة من بين 35 دولة أوروبية، مشيرًا إلى وجود نوع من الاعتماد المفرط على طلب الرعاية الخاصة.